# Guilherme Paulus
Guilherme de Jesus Paulus é sócio-fundador da CVC, conhecida como a maior operadora de viagens da América Latina e a maior rede de varejo de turismo do Brasil. Paulus formou-se em Administração de Empresas, nasceu em São Paulo, em 1949 — criou a CVC, ao lado do então sócio Carlos Vicente Cerchiari, em 1972, como uma pequena agência de turismo localizada na cidade de Santo André.
Além da CVC, em 2006, Paulus adquiriu a companhia aérea Webjet, que chegou ao posto de terceiro maior negócio do ramo no Brasil. Em 2011, vendeu a Webjet para a Gol Linhas Aéreas. Também é dono da GJP Hotels & Resorts, rede fundada em 2005, e que é considerada uma das principais organizações da hotelaria nacional.
Em 2009, Guilherme Paulus foi um dos responsáveis pela negociação que envolveu a venda de parte da CVC ao Carlyle Group, fator fundamental na expansão da marca. Em 2013, a empresa abriu seu capital na bolsa de valores.
Atualmente, ele é presidente do Conselho de Administração do São Paulo Convention & Visitors Bureau; vice-presidente de Relações Internacionais da Associação Brasileira de Viagens (ABAV) Nacional; e chairman do Grupo GJP, que controla a GJP Hotels & Resorts e a GJP Construtora e Incorporadora.

## Reconhecimento internacional e nacional
Paulus vem sendo prestigiado com honrarias por governos internacionais por serviços prestados ao turismo:
- Em 2012, ele foi homenageado pelo Governo Francês, pela contribuição ao desenvolvimento e promoção do turismo na França.
- Prefeitura de Cancun (México),
- Prefeitura de Isla Margarita (Venezuela),
- Prefeitura de Miami (Estados Unidos),
- Prefeituras de Buenos Aires e Bariloche (Argentina).[11]

No Brasil, Guilherme Paulus possui algumas premiações, como "Executivo de Valor", pelo jornal Valor Econômico; "Personalidade do Ano", pela revista Viagem e Turismo, da Editora Abril; e empresário "Revolucionário das Relações de Consumo", conforme a revista Consumidor Moderno.
O executivo é considerado um dos maiores empresários da indústria de turismo e é membro do Conselho Nacional do Turismo, desde 2003,sendo o único empresário do setor a integrar o Conselho de Desenvolvimento Econômico e Social (CDES) do Governo Federal, que ocorreu entre os anos de 2012 e 2016.